# Hiten
Hiten, aussi nommé MUSES-A, est une sonde spatiale lancée en 1990 vers la Lune par l'institut scientifique japonais ISAS qui fait aujourd'hui partie de l'agence spatiale japonaise JAXA. Hiten avait pour objectif de tester des techniques qui seraient utilisées par les futures sondes lunaires et interplanétaires japonaises. Hiten emportait un petit sous-satellite Hagoromo destiné à être placé en orbite autour de la Lune.
Hiten est la première sonde lunaire du Japon. La dernière sonde lunaire l'ayant précédé est Luna 24, qui avait été lancée en 1976. Hiten est le premier engin du programme spatial MUSES (Mu Space Engineering Satellites) destiné à tester de nouvelles techniques spatiales. Cette série comprend également le radiotélescope spatial HALCA (MUSES-B) lancé en 1997 et la mission avec retour d'échantillon d'astéroïde Hayabusa (MUSES-C) lancée en 2003.

## Nom
Hiten porte le nom d'un ange volant musicien du panthéon bouddhiste.

## Objectifs
Les objectifs assignés à la mission Hiten sont :
- maitrise par le Japon des techniques permettant de déterminer l'orbite d'un engin spatial, de la modifier avec précision, d'échanger des données par voie radio avec un bon rendement ;
- utilisation du freinage atmosphérique de la Terre ;
- utilisation de l'assistance gravitationnelle de la Lune ;
- insertion d'un satellite en orbite autour de la Lune ;
- mesure de la quantité de poussière cosmique entre la Terre et la Lune.

## Caractéristiques techniques
Hiten a la forme d'un cylindre de 1,4 mètre de diamètre et de 0,8 mètre de haut. Le petit sous-satellite Hagoromo est monté au sommet de Hiten. Hiten pèse 197 kilogrammes dont 12 kilogrammes pour Hagoromo et 42 kilogrammes d'hydrazine qui alimente les moteurs-fusées utilisés pour le contrôle d'attitude et les corrections de trajectoire. La sonde dispose de 8 moteurs-fusées de 23 newtons de poussée et de 4 moteurs-fusées de 3 newtons. Des cellules solaires tapissent les côtés de la sonde et fournissent 110 watts d'énergie qui est stockée dans une petite batterie. La sonde est stabilisée par rotation autour de l'axe du cylindre. La vitesse de rotation est comprise entre 10 et 20,5 tours par minute. La sonde détermine son orientation dans l'espace et sa vitesse à l'aide de deux senseurs de Soleil, d'un senseur d'étoile, d'un senseur d'horizon et de trois accéléromètres. Un système expérimental optique est testé : il comporte deux CCD qui doivent permettre de détecter la Lune et les étoiles les plus brillantes. Hiten emporte une unique expérience scientifique MDC, dont le but est de mesurer la quantité de poussière présente entre la Terre et la Lune.

### Hagoromo
Hagoromo est l'orbiteur lunaire embarqué par Hiten. Il est baptisé du nom du voile porté par l'ange Hiten. Il pèse 12 kilogrammes et a la forme d'un polyèdre à 26 faces. La distance entre les faces opposées est de 36 centimètres. Il dispose d'une rétrofusée à carburant solide d'une masse de 4 kilogrammes pour l'insertion en orbite lunaire. Seize faces sont couvertes d'un millier de cellules solaires[pas clair] iridium-phosphore qui génèrent une puissance de 10 watts. Hagomoro dispose d'une liaison radio à deux voies qui permet de communiquer avec une station sur Terre en bande S via une antenne omnidirectionnelle dipolaire et d'un transpondeur. Le satellite n'embarque aucun instrument scientifique mais est conçu pour fournir des données sur son fonctionnement comme la température. L'équipement radio est tombé en panne le 21 février 1990, avant l'insertion en orbite.

## Déroulement de la mission
Hiten est lancé depuis le Centre spatial de Kagoshima par une fusée de conception japonaise M-3SII-2 le 24 janvier 1990. Il est placé sur une orbite terrestre fortement elliptique qui doit le faire passer à proximité de la Lune au cours de la mission. Mais la vitesse d'injection de la sonde est inférieure de 50 mètres par seconde à la vitesse nominale ce qui réduit l'apogée à 290 000 km au lieu des 476 000 km prévus. Plusieurs corrections de trajectoire réalisées avec les moteurs de la sonde permettent de replacer Hiten sur son orbite nominale. Le 18 mars 1990, alors qu'Hiten effectue un survol de la Lune, le sous-satellite Hagomoro est largué. Les observations visuelles effectuées depuis la Terre permettent de vérifier que Hagomoro s'est placé en orbite (7 400 × 20 000 km) autour de la Lune après avoir fait fonctionner sa rétrofusée. Mais une panne de communications n'a pas permis d'obtenir une confirmation par télémétrie.
Hiten effectue ensuite des manœuvres simulant la future trajectoire du satellite GEOTAIL. Par la suite, il survole à sept reprises la Lune. Son orbite est modifiée à deux reprises, le 19 mars 1990 et le 30 mars, en utilisant le freinage atmosphérique durant un survol à basse altitude (120 km) de la Terre. La vitesse est ainsi diminuée de plus de 4,5 mètres par seconde et l'apogée est abaissé de 23 000 km. Au cours du neuvième survol de la Lune, l'assistance gravitationnelle de celle-ci est utilisée pour porter l'apogée à 1 532 000 km. 
Le 2 octobre 1991, Hiten est capturé temporairement par la Lune sans avoir utilisé ses moteurs puis se trouve placé sur une trajectoire en boucle qui passe par les points de Lagrange L4 et L5. Le 15 février 1993, alors que Hiten s'est approché de la Lune à une distance de 422 km, la plus grande partie du carburant qui subsiste est utilisée pour placer Hiten en orbite autour de la Lune. Finalement le 10 avril 1993, les dernières réserves de carburant sont utilisées pour envoyer la sonde s'écraser sur le sol lunaire.